# ادوارد لینمان
ادوارد لینمان (آلمانی: Eduard Linnemann؛ ۲ فوریهٔ ۱۸۴۱ – ۲۴ آوریل ۱۸۸۶) یک شیمی‌دان اهل آلمان بود.